# Digby (Nouvelle-Écosse)
Pour les articles homonymes, voir Digby.
Digby est une ville de la partie ouest de la Nouvelle-Écosse, à l'extrémité de la vallée d'Annapolis, le long du basin Annapolis (en) de la baie de Fundy.

## Histoire

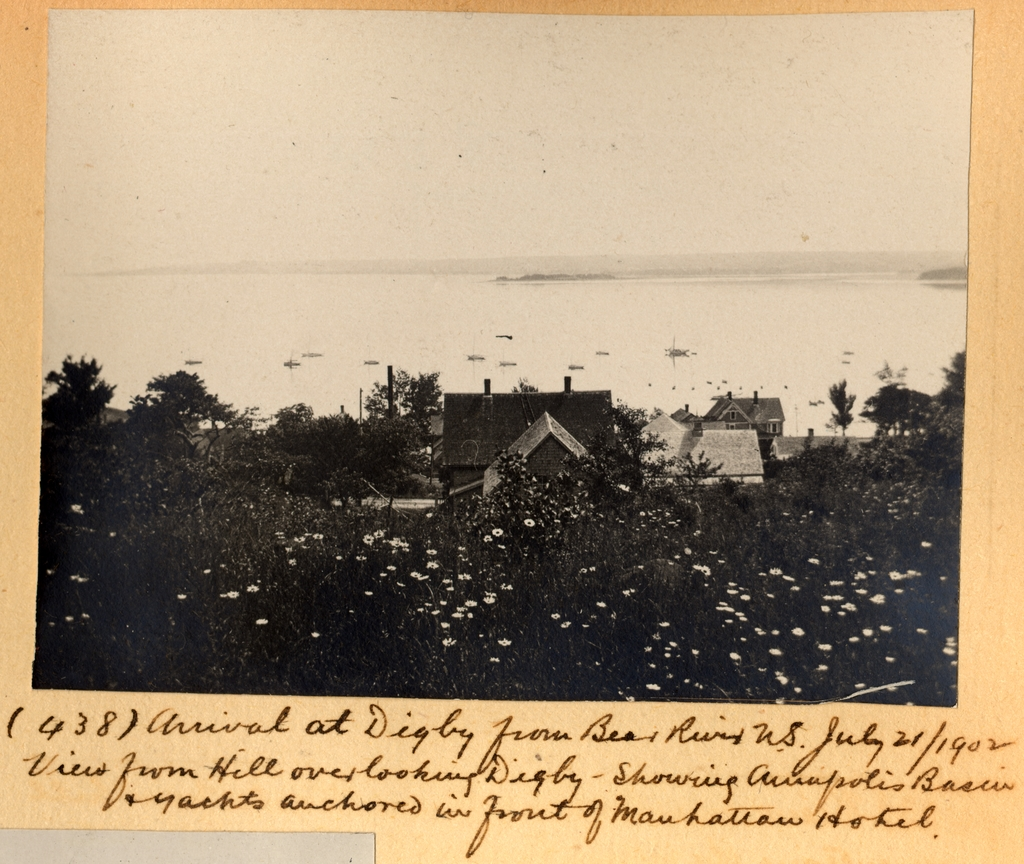
Surplombant Digby et des yachts sur le, 1902

La région a d'abord été colonisée par les Acadiens qui en ont été chassés par en 1755 et ont été remplacés par les Loyaliste de l'Empire-Uni en 1783 sous la gouverne de l'amiral Robert Digby.
Digby est devenu un important pôle de transport durant les années 1890 avec la construction du terminal de la Dominion Atlantic Railway reliant Halifax au traversier vers le Nouveau-Brunswick. Elle est aujourd'hui le chef-lieu du comté de Digby et est connue pour sa flotte de pêche à la pétoncle ainsi que le traversier vers Saint-Jean (Nouveau-Brunswick).
Plusieurs journaux ont déjà été publié à Digby, dont L'Avenir entre 1880 et 1881 puis L'Évangéline entre 1887 et 1891, avant son déplacement à Moncton.

## Démographie
| 2001  | 2006  | 2011  | 2016  |
| ----- | ----- | ----- | ----- |
| 2 111 | 2 092 | 2 152 | 2 060 |

## Personnalités
|  |

- Robert Thibault (1959 - ), homme politique
- Maud Lewis (1903-1970), artiste peintre